# ان‌جی‌سی ۵۹۷۹
ان‌جی‌سی ۵۹۷۹ (انگلیسی: NGC 5979) یک سحابی سیاره‌ای در صورت فلکی مثلث جنوبی است. که در ۲۴ آوریل ۱۸۳۵ توسط جان هرشل کشف شد.